# Debatten om Förbifart Stockholm

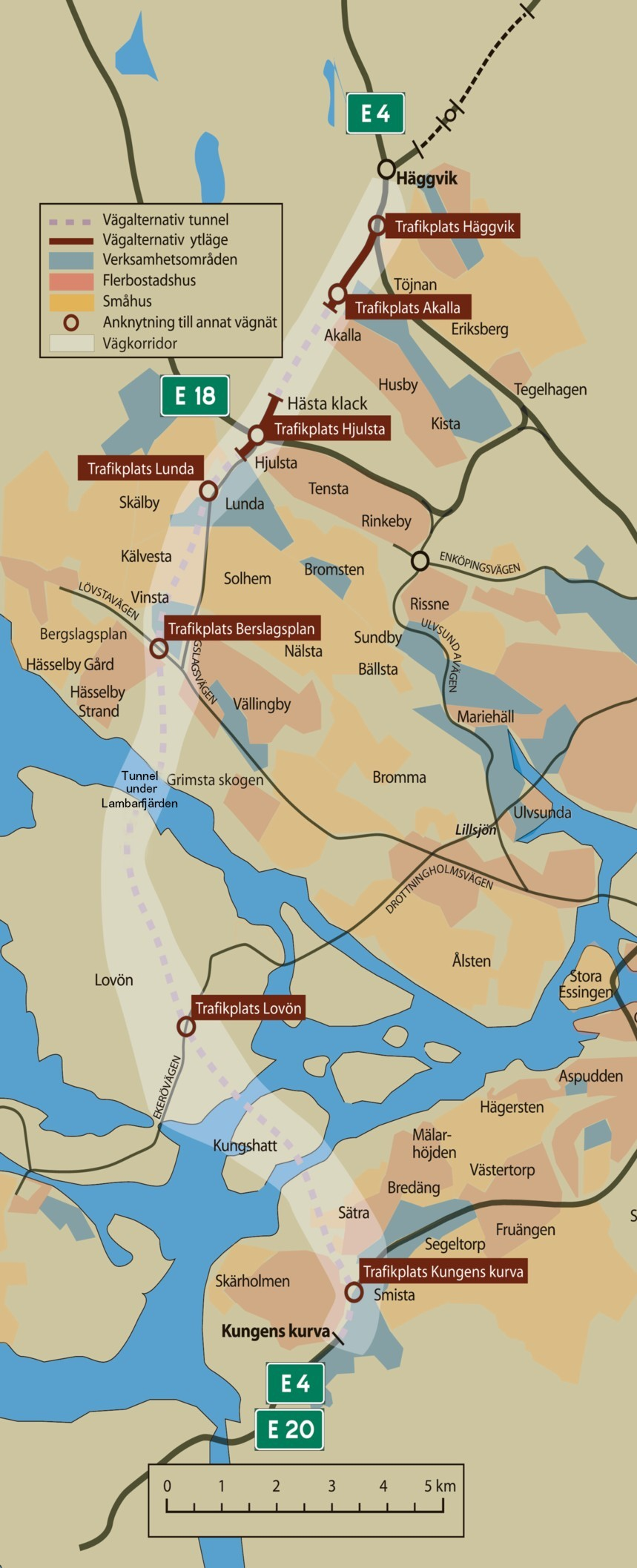
Förbifart Stockholm med trafikplatser.

Debatten om Förbifart Stockholm är argumenteringen för respektive emot vägprojektet Förbifart Stockholm. Förbifart Stockholm är en planerad motorvägsförbindelse från E 4/E 20 Kungens kurva sydväst om Stockholm till E 4 Häggvik norr om Stockholm. I september 2009 beslutade regeringen att tillåta byggandet av Förbifart Stockholm enligt Vägverkets förslag. Ett vägprojekt av denna storlek vållar debatt och flera remissinstanser har i olika yttranden beskrivit sin syn på Förbifart Stockholm.

## Motiveringar för bygget
Essingeleden har sedan den invigdes 1966 varit den huvudsakliga nord-sydliga förbindelsen för fordonstrafik förbi Stockholm. De två andra är Centralbron och Västerbron plus de vägar som ansluter till dem. I 1967 års cityplan förutsåg man behovet av ytterligare trafikleder mellan norra och södra Stockholm (Österleden) samt mellan de södra och nordvästra delarna av Stockholm, där den så kallade Brommagrenen skulle förbinda Essingeleden vid Stora Essingen via en bro med Alvik. Avfartsrampen för Brommagrenen förbereddes på Essingesidan, men mer har inte hänt. Däremot har trafiken på Essingeleden mer än fördubblats sedan den invigdes.
En motivering till att bygga Förbifart Stockholm är att spara restid. För att ett vägbygge ska komma till stånd måste det visa samhällsekonomisk lönsamhet, alltså att den ekonomiska vinsten tack vare kortare restid och andra fördelar måste, utslaget på många år (beräknas på till exempel 30 år), vara större än byggkostnaden. Det anses enligt Vägverkets utredning och regeringens beräkning vara så i fallet Förbifart Stockholm, även om det förekommit kritik mot den beräkningen. 
Tidsförlust i långa oberäkneliga bilköer kostar mer än vanliga "långsamma" vägar. Detta eftersom det blir svårt att passa tider om köerna är längre än antaget, folk kommer sent till sina arbeten, till doktorn, till flygresor med mera, vilket drabbar andra personer som kan få vänta på dem som kommer sent.
Ett huvudargument för byggandet av ytterligare nord-syd förbindelser i både öst och väst ansågs även vara minimeringen av Stockholmstrafikens sårbarhet vid störningar av trafiken på Essingeleden. Ökad risk för störningar hänger intimt samman med den förväntade ökningen av folkmängden och därmed trafikintensiteten i regionen.
När Essingebron rammades i oktober 2005 av Lodbrok (Stockholms hamnars största lyftkran) var det bara ren tur att ingen större katastrof hände med gigantiska trafikstörningar till följd. I en debatt i Stockholms kommunfullmäktige i april 2008 konstaterade förra finansborgarrådet Kristina Axén Olin:  “…om Lodbrok gått två knop snabbare och kört in i Essingeleden två meter längre till höger hade "halva Essingeleden legat i sjön". Hon motiverade med denna händelse samt det kraftigt ökande antal boende i Stockholmsregionen fram till år 2030 sitt ja till vidare planeringsarbete med Förbifart Stockholm.
Vid större trafikolyckor på Essingeleden, som lastbilsolyckan i april 2008, blockerades trafiken i timmar. Dåvarande Stadsbyggnads- och trafikborgarrådet Mikael Söderlund menade att detta är helt oacceptabelt och tillade att Österleden samt Förbifart Stockholm måste till för att Stockholm ska klara den här typen av incidenter. Även incidenter som en nerriven skyltportal i norrgående körfält vid Stora Essingen i augusti 2008 ledde till att bilisterna satt fast i flera timmar. Det räcker med en bil som får motorstopp så blir det många minuters extra restid för alla. Man försöker minimera detta med kameror som gör det möjligt att skicka bärgningsbil så fort något sådant händer, men det tar ändå en stund att lösa det.

## Motiveringar emot bygget
Projektet har kritiserats  av flera remissinstanser. Naturvårdsverket anser att vägprojektet inte är förenligt med miljöbalkens bestämmelser eftersom det bland annat leder till kraftigt ökade utsläpp av koldioxid. Detta med de förväntade ökade koldioxidutsläppen är särdeles graverande med tanke på Stockholms klimatmål "en fossilbränslefri stad år 2050". Statens institut för kommunikationsanalys (SIKA) underkänner Vägverkets utredning och anser att en ny utredning bör göras av oberoende experter. SIKA pekar även på att Förbifart Stockholm främst är en regional angelägenhet då den trafik som passerar Saltsjö-Mälarsnittet - och inte har någon plats i Stockholms län som start eller mål - endast omfattar cirka 200 fordon per dygn. Även Riksantikvarieämbetet, Naturskyddsföreningen, Arbetsgruppen Rädda Grimstaskogen, samt boende som inte vill ha en motorväg i närområdet har lämnat kritiska remissvar. Alla andra miljöorganisationer har även de sagt nej till motorvägsbygget. Däribland Jordens Vänner som bland annat har överklagat transportplanen som godkände Förbifart Stockholm och flera andra motorvägsbyggen.
Arbetsgruppen Rädda Grimstaskogen har även organiserat folkligt motstånd. 22 september 2008 överlämnade ARG protestlistor med 12 200 namn till statssekreterare Elisabet Falemo. Dessa har samlats in av föreningens medlemmar under flera år på plats - framför allt i Vällingby Centrum. Samma grupp har bedrivit motstånd i årtionden mot liknande planer på vägsträckning, tidigare under namnet Aktionsgruppen Rädda Grimstaskogen.
Ytterligare kritik består i att projektet inte nämnvärt hjälper till att lösa problemen med bilköer utan tvärtom väntas leda till ökad biltrafik och därmed ökade koldioxidutsläpp. Detta av två skäl: dels lockar snabba vägar till utglesning av staden, dels lockar snabba vägar folk att ta bilen istället för att åka kollektivt. En glesare bebyggelse ger mindre underlag per hållplats, vilket ger sämre kollektivtrafik, vilket i sig lockar folk att ta bilen istället. När fler tar bilen blir det ännu mindre underlag per hållplats.
Den planerade bron över sundet mellan Lovön och Hässelby strand anses även av Vägverket innebära mycket stora skador på kulturmiljön och landskapet i området, som har ett särskilt skydd som riksintresse för naturvård, friluftsliv och kulturmiljövård. Detta var skälet till att Länsstyrelsen i Stockholms län i januari 2006 i ett yttrande ansåg att Förbifart Stockholm är olaglig och istället förordade alternativet Diagonal Ulvsunda, som enligt Vägverket är lika bra för trafiken men som inte innebär några skador på områden som utpekats som riksintressen för naturvård, friluftsliv och/eller kulturmiljö. I augusti 2007 — när Mats Hellström ersatts som landshövding av Per Unckel — hade länsstyrelsen dock ändrat sig. Nu sa man att eftersom de berörda kommunerna inte vill ha Diagonal Ulvsunda men däremot Förbifart Stockholm så är det inte relevant att jämföra de bägge projektens miljöeffekter utan frågan gäller bara om skadorna på landskapet är så stora att de inte står i proportion till nyttan med Förbifart Stockholm. Och i den avvägningen ansåg myndigheten att vägens nytta var större än dess skador.
Hösten 2008 sände Uppdrag granskning ett kritiskt reportage om byggprojektet som hittade flera svaga punkter. För det första kontaktade de den tyska forskare som Vägverket stödjer sig på för sin koldioxidbudget för projektet. Den forskaren var i programmet märkbart road av hur Vägverket använt hans slutsatser och konstaterade att det är självklart att en väg av den här storleksordningen genererar avsevärd koldioxid vid trafikering. För det andra upptäcktes att samma konsultfirma anlitats för kvalitetsgranskning av projektet som redan anlitats för de grundläggande beräkningarna. För det tredje kritiserades kalkylerna för samhällsnyttan med projektet.
Gunnar Falkemark, professor i statsvetenskap med inriktning mot trafikfrågor, har hävdat att projektet kommer leda till ökad trafik och att det är helt fel åtgärd om målet är att minska utsläppen från trafiken.
Hösten 2008 sade 27 forskare/sakkunniga och 34 föreningar i Sverige öppet nej till Förbifart Stockholm av flera skäl. 
Trafikverket har i sin planering haft mycket svårt att klara luftkvaliteten i den långa tunneln mellan Kungens Kurva och Hjulsta, så att även känsliga personer ska kunna resa i tunneln. Vid Transportforum i Linköping 12 januari 2011 framförde Trafikverkets representant Marie Westin att de lösningar som diskuteras, bland annat sänkta hastighetsgränser och fler ventilationstorn och fläktar, inte ingår i den samhällsekonomiska kalkylen men att kostnaderna ökar och restidsvinsterna minskar. Trafikverket har dock inga planer på att utifrån detta korrigera den samhällsekonomiska kalkylen. 
Förbifart Stockholm har konstaterats få en låg resandeandel med kollektivtrafik, mindre än 10 %, vilket får till följd att marknadsandelen för kollektivtrafik sjunker i hela Stockholms län år 2030. Orsaken till detta är att leden utformas utan attraktiva lösningar för kollektivtrafiken och busstrafiken får därför betydligt längre restider än biltrafik samt klumpiga bytespunkter med väntetider (Bättre kollektivtrafiklösningar för Förbifart Stockholm. Trivector Rapport 2010:19).
Undersökningar visade att 2011 ville endast 18% ha mer bilvägar och endast 12% ville 2012.
I juni 2013 hävdade i en debattartikel tre företrädare för Miljöpartiet i Stockholms stad och i landstinget att kostnaden skulle kunna bli dubbelt så hög.
Under Almedalsveckan 2014 tilldelades Trafikverket och Förbifart Stockholm Svenska Greenwashpriset av Jordens Vänner. Motiveringen var att Förbifart Stockholm kommer att leda till mer biltrafik och fler köer samt strider mot de transportpolitiska målen om god tillgänglighet, trots att Trafikverket uppger det motsatta.

## Förslag om folkomröstning
Den 20 april 2010 presenterade de rödgröna att det vid en rödgrön valseger i Riksdagsvalet 2010 skulle en folkomröstning hållas den 23 september 2012 om Förbifart Stockholm. I de rödgrönas förslag till folkomröstning avsågs väljarna i Stockholms län att ställas inför två alternativ: antingen byggs Förbifart Stockholm eller också byggs kapaciteten i kollektivtrafiken ut. Den rödgröna överenskommelsen om att genomföra en folkomröstning ansågs vara ett bakslag för Socialdemokraterna, som tidigare argumenterat för att Förbifart Stockholm skulle byggas och vars ledare i Stockholm, Carin Jämtin, några veckor tidigare sagt sig vara beredd att "köra över" Miljöpartiet och Vänsterpartiet i denna fråga.. I och med att de rödgröna förlorade samtliga aktuella val - Stockholms stad, Stockholms landsting och riksdagen - blev frågan inaktuell.